# Comuna Brankovanove, Șîreaieve
Brankovanove (în ucraineană Бранкованове) este o comună în raionul Șîreaieve, regiunea Odesa, Ucraina, formată din satele Brankovanove (reședința) și Samiilivka.

## Demografie
Componența lingvistică a comunei Brankovanove
     Ucraineană (86,25%)
     Română (10,42%)
     Rusă (2,71%)
     Alte limbi (0,21%)
Conform recensământului din 2001, majoritatea populației comunei Brankovanove era vorbitoare de ucraineană (86,25%), existând în minoritate și vorbitori de română (10,42%) și rusă (2,71%).